# Noite Dia
Noite Dia foi um telejornal diário apresentado pela Rede Manchete entre 1991 e 1993. Era apresentado ao fim de noite, de maneira similar ao Jornal da Globo e o Jornal do SBT. Contou com a apresentação de Renato Machado no Rio de Janeiro, Paulo Markun em São Paulo e Carlos Chagas em Brasília. Foi um dos projetos da então recém-contratada diretora de jornalismo Alice-Maria, e era parte de um esforço para reforçar a credibilidade dos telejornais da emissora. Devido a crise econômica pela qual a Manchete passava à época, culminada com a venda ao Grupo IBF, o telejornal foi extinto, dando lugar ao Jornal da Manchete - Segunda Edição.